# Bornemisza Rozi
Bornemisza Rozi (Sarkadkeresztúr, 1952 – ) Simsay- és Ferenczy Noémi-díjas grafikus-tipográfus, művésztanár, a TypoSzalon Magyar Tipográfusok Egyesülete alapító elnöke.

## Élete
Gimnáziumi érettségi után először elvégzi az az időben igen jó nevű és alapos művészeti képzést adó Dekoratőr Iskolát, majd a Magyar Kereskedelmi Kamara Külker szakán szerez reklámmanager képesítést. Intertourist dekoratőri munkálkodása után szabadfoglalkozású grafikusként a Fókusz Dekor művészeti vezetője lesz, amely kiállítások tervezésével és kivitelezésével foglalkozik. 1994-ben országosan elsők között végez lakberendezőként Veresegyházi Stúdiónál, később pedig a Magyar Iparművészeti Egyetem (ma: MOME Moholy-Nagy Művészeti Egyetem) Tipográfus képzésén válik tipográfussá.  
1995-ben tagja lesz a Magyar Tervező Grafikusok Kamarájának, majd 1999-től a Magyar Művészeti Alap (ma MAOE Magyar Alkotóművészek Országos Egyesülete) tagja, (később a Tervezőgrafikus művészek választmányi tagja). Ugyanakkor a Magyar Művészkönyvalkotók Társasága is tagjává fogadja. Művészkönyveit sajátos egyéni stílusban készíti, csipkeszerű kivágás-technikával, amivel nemzetközileg is közismertté válik. 2000-ben megalapítja a TypoSzalont, melynek 2004-es hivatalos bejegyzése után úgymint TypoSzalon Magyar Tipográfusok Egyesülete alapító elnökévé választják, mely feladatkört a mai napig ellátja. 2016 óta szintén alapító tagja a Magyar Küldeményművészeti Társaságnak. 
2000 óta vesz részt az oktatásban. Tanított többek között lakberendezőknek színtant az Oktáv Oktatási Stúdiónál, rajzot a Montessori Általános Iskola és Gimnáziumban, tipográfiát a Budapesti Műszaki Főiskola Nyomdaipari Tanszékén, ahonnan rendszeresen az NSZFI Országos Vizsgafelügyeletébe delegálták. 2008—2012-ig a Garabonciás Kommunikációs Szakgimnázium grafika, tipográfia tanára, 2009 és 2015 között a Ring Művészeti Szakképző Iskolában tanít képgrafikát és alkalmazott grafikát, 2013 óta a Számalk-Szalézi Szakgimnázium művésztanára, tanár II. fokozattal. 
Hazai és nemzetközi kiállításokon rendszeresen szerepel, 2019-ig egyéni kiállításai mellett közel 250 csoportos tárlaton vett részt, melyek közül 33-nak a kurátora volt. Alkotásai köz- és magángyűjteményekben egyaránt fellelhetők.

## Díjai, elismerései
- 2014 — a Magyar Képző- és Iparművészeti Társaságok Simsay Ildikó-díja
- 2016 — a Magyar Küldeményművészeti Társaság nívódíja
- 2019 — Ferenczy Noémi-díj
- 2021 — Magyar Alkotóművészek Országos Egyesülete szakmai díja